# Carcellia susurrans
Carcellia susurrans är en tvåvingeart som först beskrevs av Camillo Rondani 1859.  Carcellia susurrans ingår i släktet Carcellia och familjen parasitflugor. Inga underarter finns listade i Catalogue of Life.